# Futebol de saco
Futebol de saco (também referido pelos acrônimos footsack ou futsac) é um esporte de origem brasileira.
O futsac é constituído por uma pequena bola (ou saco) feita artesanalmente de crochê, recheada com plástico  granulado, com cerca de 50 gramas de peso e praticado em uma quadra de 10 metros de comprimento x 5 metros de largura, com uma rede divisória de 1,5 metro de altura.
O jogo do futsac guarda certa semelhança com o futevôlei e o tênis, pelo fato de jogar-se como estes, em um terreno dividido por uma rede. O elemento principal do jogo é o Futsac que se golpeia com os pés, podendo também ser utilizado o tronco e a cabeça para toques na bolinha, é proibido o uso das mãos.
É um esporte criado no Brasil, na cidade de Curitiba no estado do Paraná.

## Esporte
O futebol de saco pode ser jogado individualmente ou em duplas, aonde a bolinha é arremessada com os pés para o campo adversário por cima da rede e este tem por objetivo não deixar a bolinha cair no seu campo e devolvê-la ao campo oposto.
No jogo individual pode-se dar até dois toques consecutivos na bolinha, é obrigatório dar dois toques somente na recepção do saque, com a bola em jogo é pode-se passar a bola para o campo adversário utilizando um toque ou dois toques.
No jogo em duplas são permitidos no máximo dois toques por pessoa na bolinha,  e cinco toques no total da dupla, no máximo em três serviços (na mesma dinâmica do Futevôlei = recepção, levantamento e ataque).
É obrigatório na recepção do saque no jogo em duplas, que os dois integrantes do time toquem na bolinha para poder passar ela ao campo adversário. Com a bola em jogo é permitido passar de primeira.

## História
O Futebol de Saco é uma modalidade de esporte criada em Curitiba, no Paraná, pelo curitibano Marcos Juliano Ofenbock.
Marcos Juliano começou a desenvolver o esporte em 2002, a ideia veio em 1998 em um intercâmbio na Austrália, quando conheceu o footbag, um esporte em que a pessoa faz malabarismos com os pés, com uma pequena bolinha cheia de pequenos grãs plásticos.
No Brasil, Marcos juliano começou a adaptar a bola de footbag para um jogo mais competitivo e inicialmente batizou o esporte de footsack, termo este que viria a abrasileirar-se como futsac inclusive começou a costurar as primeiras bolinhas de futsac.
O primeiro campeonato de futsac aconteceu em 2007 em Curitiba.
No ano de 2008 o futsac foi reconhecido pela prefeitura de Curitiba, como um esporte oficialmente criado na cidade e o primeiro campeonato nacional foi realizado com atletas do Paraná e Santa catarina.
Em 2009 foi criada a Federação Paranaense de Futsac e o esporte começou a ser mais difundido na cidade de Curitiba.
Em 2010 foram construídas as primeiras quadras públicas de futsac no Parque Barigui, em Curitiba.
Em 2011 foi realizada uma cerimônia oficial nestas quadras públicas para reconhecimento do Futsac como um esporte oficialmente Paranaense.
Em 2012 foi criada a Confederação Brasileira de Futsac (CBFSAC), com sede na cidade de Curitiba.
Em 29 de março de 2014 (a data é referente ao aniversário de Curitiba), o esporte foi oficialmente reconhecido como modalidade esportiva pelo Ministério do Esporte.

## Campeonatos
Os maiores pólos de atletas de Futsac são os estados do Paraná, Santa Catarina e Rio Grande do Sul.
Foram realizados mais de 30 Campeonatos de Futsac, entre 5 Campeonatos Brasileiros, 6 Campeonatos Inter-Estaduais e 9 Campeonatos  Estaduais. Torneios municipais e abertos foram mais de 14.